# سفارة البرازيل في المملكة المتحدة
سفارة البرازيل في المملكة المتحدة هي أرفع تمثيل دبلوماسي لدولة البرازيل لدى المملكة المتحدة. تقع السفارة في مدينة وستمنستر وهي تهدف لتعزيز المصالح البرازيلية في المملكة المتحدة.

## وصلات خارجية
- قائمة سفارات البرازيل
- قائمة السفارات في المملكة المتحدة